# Pelakat
Pelakat is een bestuurslaag in het regentschap Muara Enim van de provincie Zuid-Sumatra, Indonesië. Pelakat telt 636 inwoners (volkstelling 2010).